# Arisztón spártai király
Arisztón (görög betűkkel Ἀρίστων),  eurüpóntida spártai király volt, uralkodása Kr. e. 550 – Kr. e. 515 közé tehető. 
Arisztón Agasziklész spártai király fiaként i. e. 550 körül lépett trónra.
Az arkadiaiakkal vívott Kr. e. 550 körül zajlott csatában vereséget szenvedett.
Kétszer nősült újra, csupán harmadik feleségétől született gyermeke, Démaratosz aki később Arisztón utódja lett a spártai trónon.
Arisztón az i. e. 510-es esztendő körül hunyt el.
| Előző uralkodó: Agasziklész | Spárta eurüpóntida királya kb. Kr. e. 550 – kb. Kr. e. 515 | Következő uralkodó: Démaratosz |

## Fordítás
- Ez a szócikk részben vagy egészben  az   Ariston of Sparta című angol Wikipédia-szócikk fordításán alapul.  Az eredeti cikk szerkesztőit annak laptörténete sorolja fel. Ez a jelzés csupán a megfogalmazás eredetét és a szerzői jogokat jelzi, nem szolgál a cikkben szereplő információk forrásmegjelöléseként.